# ادواردو گوتاردی
ادواردو گوتاردی (انگلیسی: Eduardo Gottardi؛ زادهٔ ۱۸ اکتبر ۱۹۸۵) بازیکن فوتبال اهل برزیل است.
از باشگاه‌هایی که در آن بازی کرده‌است می‌توان به باشگاه ورزشی اینترناسیونال، باشگاه فوتبال لیریا، باشگاه ورزشی ژوونتود، باشگاه ورزشی ناسیونال، و باشگاه فوتبال سانتاکروز اشاره کرد.